# Ług (Zarzecze)
Ług – część wsi Zarzecze w Polsce, położona w województwie podkarpackim, w powiecie niżańskim, w gminie Nisko.
Wierni kościoła rzymskokatolickiego należą do  parafii Matki Boskiej Śnieżnej w Zarzeczu.
W latach 1975–1998 Ług należał administracyjnie do województwa tarnobrzeskiego.